# Relationer mellan Finland och Japan
Relationer mellan Finland och Japan började på diplomatisk nivå 6 september 1919, efter att Japan erkänt Finland 23 maj 1919. Japans ambassad i Helsingfors öppnades 1936, men stängdes 1944, i samband med att diplomatiska relationerna avbröts. Diplomatiska relationer knöts åter 8 mars 1957.
Finland har en ambassad i Tokyo, samt honorärt generalkonsulat i Osaka och honorärkonsulat i Sapporo, Nagoya och Kitakyūshū.
1987 gjorde Yasuhiro Nakasone det första officiella besöket av en Japansk premiärminister till Finland. 2010 besökte prinsessan Takamado Finland.